# زندگی هلویی است
زندگی هلویی است (به انگلیسی: Life Is Peachy) دومین آلبوم استودیویی گروه نیو متال آمریکایی کورن است که در تاریخ ۱۵ اکتبر ۱۹۹۶ (۲۴ مهر ۱۳۷۵) منتشر شد.

## لیست آهنگ‌ها
| ردیف | نام آهنگ         | زمان |
| ---- | ---------------- | ---- |
| ۱    | Twist            | ۰:۴۹ |
| ۲    | Chi              | ۳:۵۴ |
| ۳    | Lost             | ۲:۵۵ |
| ۴    | Swallow          | ۳:۳۸ |
| ۵    | Porno Creep      | ۲:۰۱ |
| ۶    | Good God         | ۳:۲۰ |
| ۷    | Mr. Rogers       | ۵:۱۰ |
| ۸    | K@#Ø%!           | ۳:۰۲ |
| ۹    | No Place to Hide | ۳:۳۱ |
| ۱۰   | Wicked           | ۴:۰۰ |
| ۱۱   | A.D.I.D.A.S.     | ۲:۳۲ |
| ۱۲   | Lowrider         | ۰:۵۸ |
| ۱۳   | Ass Itch         | ۳:۳۹ |
| ۱۴   | Kill You         | ۸:۳۷ |

## اعضا
کورن
- جاناتان دیویس – خواننده، نی‌انبان، گیتار اضافه در آهنگ (Kill You) و (Mr. Rogers)
- رجینالد «فیلدی» آرویزو – گیتار بیس
- جیمز «مانکی» شفر - گیتار
- برایان «هد» ولش - گیتار، خواننده در آهنگ (Lowrider)
- دیوید سیلوریا – درامز